# Titularbistum Cillium
Koordinaten: 35° 10′ 0″ N, 8° 47′ 50″ O
Cillium (ital.: Cillio) ist ein Titularbistum der römisch-katholischen Kirche.
Es geht zurück auf einen untergegangenen Bischofssitz in der gleichnamigen antiken Stadt, die in der römischen Provinz Byzacena (heutige Sahelregion Tunesiens) lag und mit dem Kasserine-Staudamm über einen imposanten Stausee zur Bewässerung und Trinkwasserversorgung verfügte.
| Titularbischöfe von Cillium |                                |                                                                    |                  |                   |
| Nr.                         | Name                           | Amt                                                                | von              | bis               |
| 1                           | Boļeslavs Sloskāns             | Apostolischer Administrator von Minsk-Mahiljou (Weißrussische SSR) | 5. Mai 1926      | 18. April 1981    |
| 2                           | Louis Anthony DeSimone         | Weihbischof in Philadelphia (USA)                                  | 27. Juni 1981    | 5. Oktober 2018   |
| 3                           | Franciszek Ślusarczyk          | ernannter Weihbischof in Krakau (Polen)                            | 3. Dezember 2018 | 12. Dezember 2018 |
| 4                           | Carlos Enrique Samaniego López | Weihbischof in Mexiko-Stadt (Mexiko)                               | 16. Februar 2019 |                   |